# La Paloma

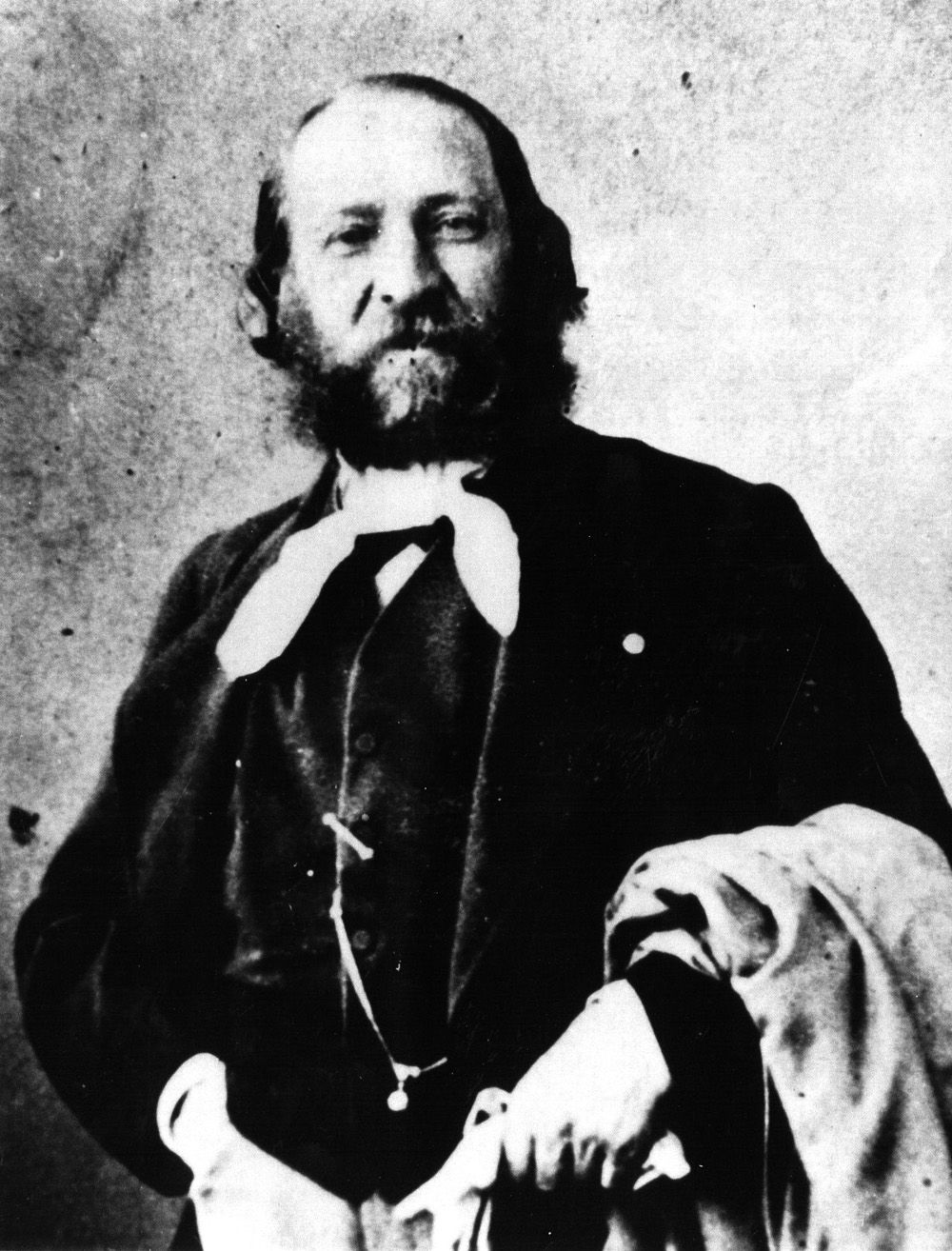
Sebastián Iradier

La Paloma (spanisch „Die Taube“) ist ein Lied des spanischen Komponisten Sebastián Iradier (1809–1865), das um 1863 nach einem Aufenthalt in Kuba, damals noch eine spanische Kolonie, entstand. Das Lied gehört zu den am meisten gesungenen, interpretierten, arrangierten und auf Tonträgern festgehaltenen Musikstücken.
Es ist in verschiedensten Sprachvarianten zum Welthit geworden. La Paloma, eine Habanera, ist eng mit der Geschichte der Tonträger verbunden, und so gibt es Aufnahmen aus aller Welt. Die älteste dürfte um 1880 entstanden sein.
In Deutschland wurde das Lied 1944 von Hans Albers popularisiert, und sowohl der US-amerikanische Musiker und Orchesterleiter Billy Vaughn, 1958 mit einer Instrumentalversion, als auch Freddy Quinn, 1961, erklommen damit die Nummer eins der Hitparade. Mireille Mathieu führte 1973 die Version La Paloma adieu auf den ersten Platz.

## Allgemein
Entgegen landläufiger Meinung ist La Paloma kein Volkslied oder Traditional im herkömmlichen Sinn, da sein Komponist durchaus bekannt ist. Vermutlich wurde das Lied um 1863 im Teatro Nacional de Mexico zum ersten Mal gesungen. Zuhörer war auch Kaiser Maximilian I. Die Geschichte von seinem letzten Wunsch, vor seiner standrechtlichen Erschießung noch einmal La Paloma zu hören, gehört ins Reich der Sagen.
Im Englischen wurde es auch unter den Titeln No More und Your Love von Elvis Presley und der US-amerikanischen Sängerin Connie Francis sowie vielen anderen interpretiert. Presley sang das Stück unter anderem im Musikfilm Blue Hawaii von 1961. Das Album zum Film belegte 20 Wochen die Nummer eins der US-Charts. Billy Vaughn kam mit einer Instrumentalversion 1958 auf Platz 20 der Singles-Charts.

## Das Symbol
Das Motiv „La Paloma“ (die Taube) geht auf eine Episode zurück, die sich 492 v. Chr. vor der Invasion Griechenlands durch den persischen König Dareios den Großen ereignete, einer Zeit, in der weiße Tauben in Europa noch nicht bekannt waren: Die persische Flotte unter dem Feldherrn Mardonius erlitt Schiffbruch vor der Küste der griechischen Halbinsel Athos, als die Griechen weiße Tauben beobachteten, die aus den sinkenden persischen Schiffen aufflogen. Dabei handelte es sich wahrscheinlich um Brieftauben, die die persische Flotte mit sich führte, als sie aus Persien zum Kampf auslief. Daraus entstand die Legende, dass weiße Tauben eine letzte Liebesbotschaft eines auf See ertrunkenen Seemanns nach Hause bringen.

## Das Lied in Mexiko (1867)
Das Lied ist ursprünglich ein Widerstands- und Kampflied gegen die kolonialen Intentionen der europäischen Adelshäuser, Mexiko zu unterjochen. In dem Land tobten Interventionskriege, nachdem europäische Monarchen unter der Federführung Napoleons III. versuchten, Maximilian I. als Kaiser von Mexiko zu installieren.
La Paloma spielt in dieser turbulenten Geschichte im Mexiko der 1860er Jahre eine wichtige Rolle: Es war das Lieblingslied von Charlotte von Belgien (1840–1927), der Ehefrau von Maximilian I. (1832–1867), dem kurzzeitigen Kaiser von Mexiko.
Die Anhänger des liberalen und demokratischen Präsidenten von Mexiko Benito Juárez (1806–1872), einem Gegner des Kaisers, machten daraus ein Pastiche Adiós, mamá Carlota (deutsch: Auf Wiedersehen Mama Carlotta).
In William Dieterles Film Juárez (1939) bittet Kaiser Maximilian darum, La Paloma vor seiner Hinrichtung ein letztes Mal hören zu dürfen. Diese Episode, die für den Film erfunden wurde, ist historisch falsch. Wahrscheinlicher ist, dass La Paloma bei der Ausschiffung seines Sarges in Miramare gespielt wurde und die anwesenden Marineoffiziere beschlossen, dass La Paloma nie mehr auf einem österreichischen Kriegsschiff gespielt werden dürfe. Diese Tradition wird auch heute noch von österreichischen Seglern hochgehalten.

## Das Lied in Deutschland
In Deutschland gilt La Paloma seit Jahrzehnten als Lied des Nordens. Hans Albers’ Version wurde einst vom NSDAP-Funktionär und Reichsminister für Volksaufklärung und Propaganda Joseph Goebbels verboten, während Freddy Quinn das Lied in die Hitparaden brachte.
Die eingängigen Zeilen „Mich rief es an Bord, es wehte ein frischer Wind“ stammen von dem Mainzer Musikdirektor Heinrich Rupp (1838–1917), der sich auf den La-Paloma-Text des französischen Sängers und Komponisten Joseph Tagliafico (1821–1900) stützte. Der Pariser Opernsänger hatte das spanische Sehnsuchtslied zu einem Seemannslied umgeschrieben. Hier findet sich die Textpassage mit der weißen Taube („Fliegt eine weiße Taube zu dir hierher“).
Die deutsche Filmpremiere von La Paloma fand 1934 in dem Lichtspiel La Paloma. Ein Lied der Kameradschaft statt. In Österreich ist dieser Film mit Leo Slezak auch als Du bist wie ein Traum bekannt.
Die populärste deutsche Textfassung, geschrieben von Helmut Käutner (1908–1980), hatte in dem Film Große Freiheit Nr. 7 von 1944 Premiere. Diese von Hans Albers interpretierte Version enthält keine Passage mit einer weißen Taube und machte das Lied in Deutschland allgemein bekannt.
Billy Vaughn belegte von November 1958 bis Januar 1959 für drei Monate mit einer Instrumentalversion den ersten Platz der deutschen Singlecharts. In dem Film Freddy, die Gitarre und das Meer (1959) wird von einer Combo der La Paloma Cha-Cha-Cha gespielt, jedoch ohne Mitwirkung von Freddy Quinn. Er nahm das Lied erstmals 1961 auf und war damit einen Monat auf Platz eins. Beide Versionen avancierten zu Millionensellern in Deutschland, was sie zu den meistverkauften Singles des Landes machte. Bis ins Jahr 2002 war es die einzige Komposition in Deutschland, die sich in zwei verschiedenen Versionen über eine Million Mal verkaufte. 2002 gelang dies auch der Komposition The Ketchup Song in der Interpretation durch Las Ketchup und Die Gerd Show.
Mr. Acker Bilk führte 1964 zusammen mit The Leon Young String Chorale und seiner typischen Klarinette eine weitere instrumentale Variante in die deutsche Hitparade. Mireille Mathieu erreichte 1973 mit der Version La Paloma ade den ersten Platz.
Zudem fand La Paloma in den deutschen Filmen Das Boot (1981) als Schallplattenaufnahme von Rosita Serrano, Schtonk! (1992) und Sonnenallee (1999) Verwendung. Im Jahr 2009 entstand der Film Soul Kitchen, in dem La Paloma in vielen Formen aufgeführt wird. Das ist auch der Fall in dem französischen Film von 1983, Das Auge, in dem unter anderem die Interpretation von Hans Albers eingespielt wird. In dem Film La Paloma (2009) aus der Krimireihe Ein starkes Team hört man gleich mehrere Fassungen des Stücks.
Auch sind beim Norddeutschen Rundfunk (NDR) zwei CDs mit unterschiedlichen, meist deutschen Interpretationen von La Paloma erschienen. Eine NDR-eigene rockige Fassung des Liedes mit vielen verschiedenen Interpreten diente als Werbefilm.
2008 wurde der deutsch-französische Dokumentarfilm La Paloma. Sehnsucht. Weltweit veröffentlicht, der die weltweite Bedeutung des Liedes – der Dokumentation zufolge das meistgespielte Lied der Welt – behandelt.
Eine lateinische Version (2008) erschien 2021 auch auf Youtube.

## Rekorde
Während das Guinness-Buch der Rekorde als meist aufgenommenes Lied Yesterday von den Beatles angibt (ca. 1600-Mal), scheint La Paloma über 2000-Mal aufgenommen worden zu sein. Es wurde sogar eine Zahl von über 5000-Mal angegeben.
Der Norddeutsche Rundfunk schaffte es mit La Paloma ins Guinness-Buch der Rekorde, als er am 9. Mai 2004 zum 815. Hafengeburtstag mit Musikern aus Hamburg und zirka 88.600 Besuchern den Weltrekord im Chorsingen aufstellte. La Paloma wurde am 13. September 2003 von Bild-Zeitungslesern anlässlich der Gala-Show zum 100. Geburtstag der GEMA zum Lied des Jahrhunderts gewählt.

## Auswahl bekannter Interpreten
Solisten
- Laurel Aitken
- Hans Albers
- Marietta Alboni
- Victoria de los Ángeles
- Roy Black
- Roberto Blanco
- Carla Bley (als „Sad Paloma“)
- Karl Dall
- Plácido Domingo
- Perikles Fotopoulos
- Connie Francis (in 6 Sprachen: Englisch, Französisch, Spanisch, Italienisch, Neapolitanisch, Portugiesisch)
- Beniamino Gigli
- Heino
- Heintje (als „n duif“)
- Julio Iglesias
- Bernhard Jakschtat
- Curd Jürgens
- René Kollo
- Eugenia León
- Lolita
- Helmut Lotti
- Bodo Maria
- Dean Martin (1958 als „The Look“ und 1962 als „La Paloma“[18])
- Mireille Mathieu (diverse Sprachen)
- Nana Mouskouri (diverse Sprachen)
- Kaare Norge (Instrumentalversion Gitarre)
- Elsa Oehmigen (auf der Drehorgel)
- Charlie Parker
- Elvis Presley (als „No More“)
- Freddy Quinn (Platz 1 in Deutschland)
- Bill Ramsey
- Joseph Schmidt
- Coco Schumann
- Rosita Serrano
- Jean Thomé
- Caterina Valente
- Willem (als „Mas Palomas, ach nee“)

Gruppen
- Fischer-Chöre
- Glenn Miller Orchestra
- Heldmaschine
- James Last
- Das Meistersextett (Nachfolger der Comedian Harmonists)
- Der Montanara-Chor
- Pérez Prado & His Orchestra
- Schuricke-Terzett
- Soweto Gospel Choir
- Dead Brothers
- G.Rag y los Hermanos Patchekos

## La Palomain Film und Fernsehen
La Paloma taucht immer wieder in Film und Fernsehen auf, mal gesungen, mal gepfiffen, mal als Hintergrundmusik, um ein bestimmtes Flair zu erzeugen.
Zu bekannten Interpretationen im Film gehören:
- Flieger – Frank Capra – In dem früheren Tonfilm spielen nicaraguanische Einheimische das Lied (1929)
- Große Freiheit Nr. 7 – Helmut Käutner – Der Film durfte infolge der Nazi-Zensur 1944 in Deutschland nicht gezeigt werden und wurde erst 1945 von den Alliierten freigegeben (1945)
- Ahoi! So tönt es weit hin über das blaue Meer – Charles Kullmann
- Die Dämonischen (auch: Invasion der Körperfresser; Originaltitel: Invasion of the Body Snatchers) – Don Siegel – US-amerikanischer Science-Fiction-Film aus dem Jahr (1956)
- La Paloma – Ein deutscher Revuefilm von Paul Martin mit Louis Armstrong und vielen zur damaligen Zeit prominenten zeitgenössischen Unterhaltungs-Schauspielern (1959)
- Blaues Hawai – Norman Taurog – Elvis Presley singt die englische Fassung „No More“. Seine Aufnahme war auch auf dem Soundtrack-Album und in einer neu aufgenommenen „Live“-Version für die US-amerikanische Version von Aloha from Hawaii zu hören, die in der Sendung nicht verwendet wurde. Diese Version von 1973 wurde ursprünglich auf dem Budget-Album Mahalo von Elvis veröffentlicht, ist aber seither auf verschiedenen Wiederveröffentlichungen des Live-Albums enthalten (1961)
- Freddy und der Millionär – Paul May – deutsch-italienische Filmkomödie mit Freddy Quinn (1961)
- Der Pate Teil II – Francis Ford Coppola – Die Band spielt „La Paloma“ in der Eröffnungsszene der Neujahrsparty in Havanna (1974)
- Die Brüder Löwenherz (schwedisch: Bröderna Lejonhjärta) – Fantasy-Film von Olle Hellbom – Die schwedische Version von La Paloma wird von Karls Mutter gesungen (1977)
- Das Boot – Ein Kriegsdrama unter der Regie von Wolfgang Petersen. Im Hintergrund erklingt die Schallplattenaufnahme von Rosita Serrano (1981)
- Das Auge – Claude Miller – Die Protagonistin liebt es, nach den Morden La Paloma zu summen oder zu pfeifen. Diese Melodie durchzieht den Film als Leitmotiv (1983)
- Schtonk! – Ulrich Mühe – mit dem Text: „Hermann Hermann Willié, Mit 'nem Akzent auf dem E, Du bist die größte Supernase, Die ich am Bord hier seh'.“ (1992)
- Das Geisterhaus (Internationaler Verleihtitel: The House of the Spirits) – Bille August – ein deutsch-dänisch-portugiesisches Filmdrama mit einer Version von Rosita Serrano (1993)
- Stubbe – Von Fall zu Fall, Folge 4 Stubbes Hunderttausend (1995)
- Tatort, Folge 324 Heilig Blut, Min. 8 (während des Besuchs beim Pathologen): im Off die Version von Hans Albers (1996)
- Sprich mit ihr (Originaltitel: Hable con ella) – Pedro Almodóvar – ein spanisches Film-Drama (2002)
- La Paloma – Das Lied Sehnsucht, weltweit – Sigrid Faltin – Der deutsch-französische Dokumentarfilm begleitet das meistgespielte Lied musikhistorisch ethnologisch um die Welt (2008)
- Soul Kitchen – Fatih Akim – es sind fünf Versionen des Liedes zu hören (drei gesungene, eine Jazz-Version, eine auf der Mundharmonika); das Lied ist auch Teil der Erzählung; es wird unter der Dusche gesungen, gepfiffen und vom Helden auf einer Spieluhr gespielt; es wird außerdem von einer anderen Figur auf der elektrischen Gitarre interpretiert (2009)[19]
- Ein starkes Team, Folge 43 La Paloma (2009)
- Karel Gott & Semino Rossi – ARD-Fernsehen (2010)
- Wilsberg, Folge 32 Tote Hose (2011)

## Kompilationen vonLa Paloma
Kalle Laar hat mehrere Kompilationen mit diversen, zum Teil historischen und seltenen Aufnahmen von La Paloma erstellt und auf dem Plattenlabel Trikont (Indigo) veröffentlicht:
- La Paloma – One Song for All Worlds (20. November 1995)
- La Paloma 2 – One Song for All Worlds (18. November 1996)
- La Paloma 3 – One Song for All Worlds (8. Dezember 1997)
- La Paloma 4 – One Song for All Worlds (27. November 2000)
- La Paloma 5 – One Song for All Worlds (28. März 2008)
- La Paloma 6 – One Song for All Worlds (28. März 2008)

Der NDR spielte mehrere Wochen lang jeden Tag zwei Varianten. Nach großem Zuschauerinteresse veröffentlichten sie zwei Kompilationen auf CD, erschienen bei G&H Media (Ganser & Hanke):
- 20 x La Paloma – Unsere schönsten Aufnahmen, Folge 1 (19. Dezember 2003)
- La Paloma – Folge 2 (1. November 2004)

## Text
- Deutsche Übersetzung von Helmut Käutner
- Text englisch
- Text spanisch